# Gumshornsgatan

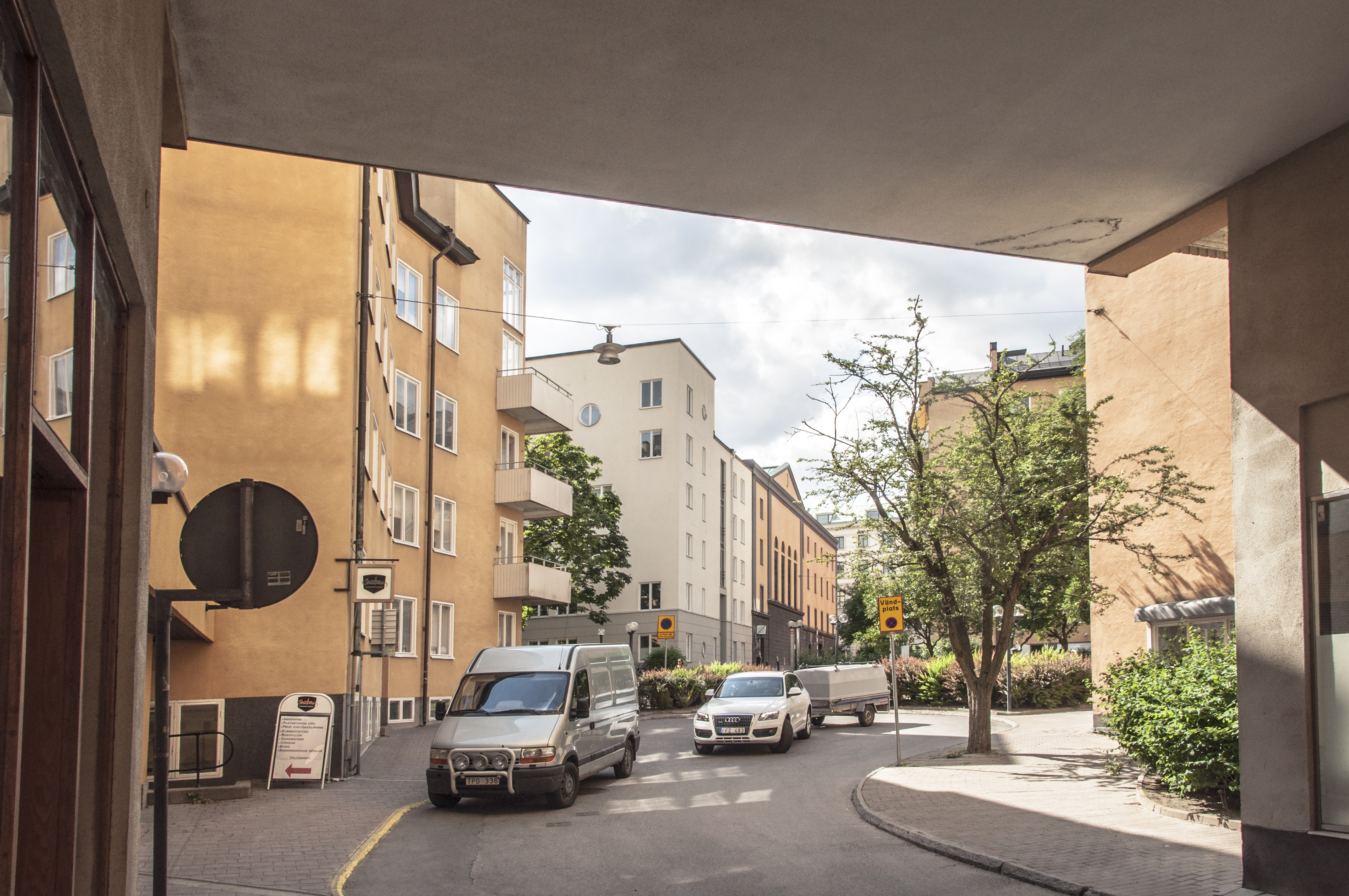
Gumshornsgatan, juni 2013.

Gumshornsgatan är en gata på Östermalm i Stockholms innerstad med sträckning från Styrmansgatan och från Narvavägen in i kvarteret Harpan, söder om Karlaplan. 

## Historik

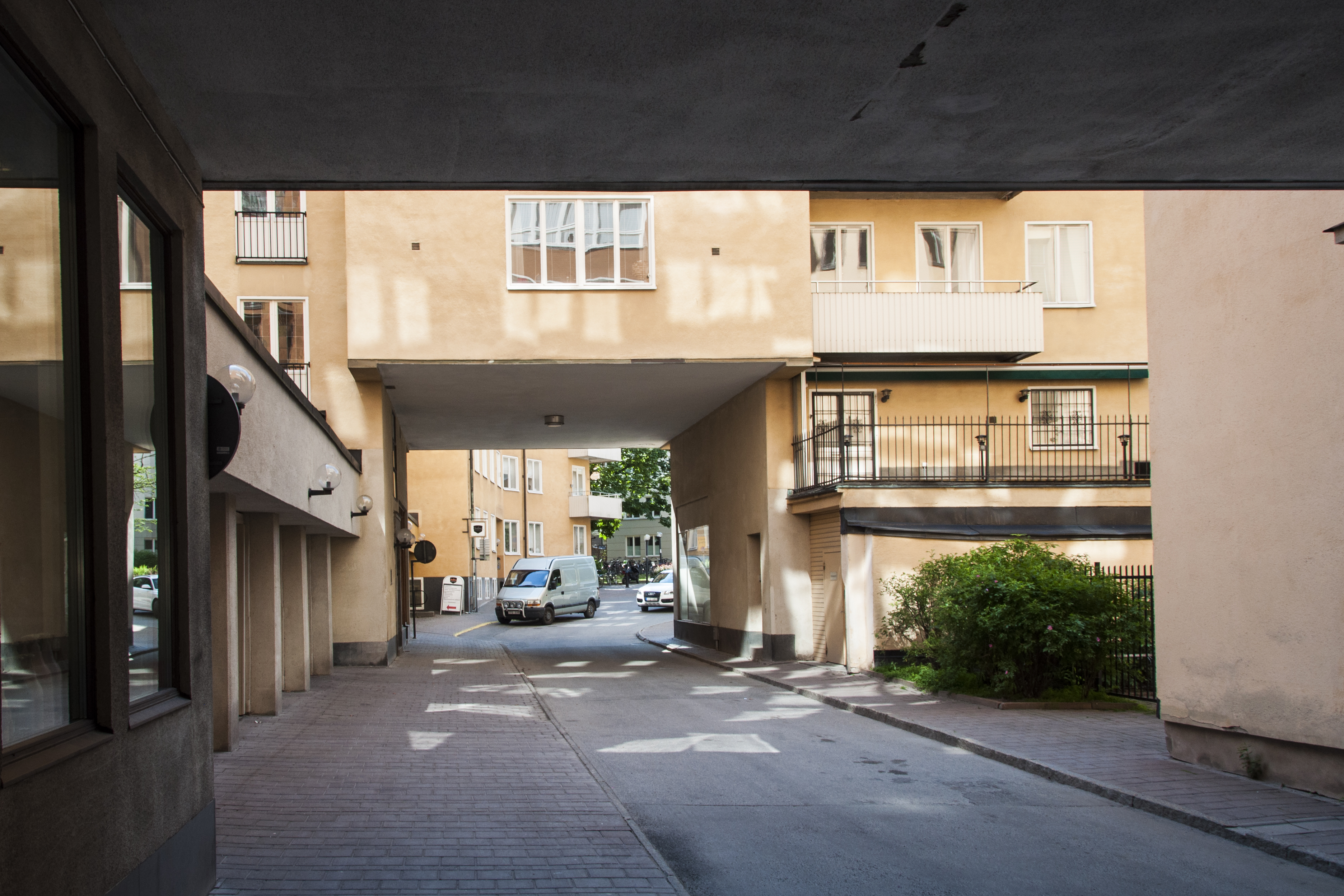
Gumshornsgatan, juni 2013.

Gumshornsgatan hade en föregångare med samma namn som ursprungligen sträckte sig genom de nuvarande kvarteren Harpan och Fanan söder om dagens Karlaplan. Gatan hade sitt namn efter värdshuset Gumshornet som enligt August Blanche var tillhåll för traktens kogubbar. Värdshuset låg vid nuvarande Karlaplan 8 och fanns redan på 1700-talet. Stället är omnämnt i en av Carl Michael Bellmans Fredmans Epistlar. Runt omkring värdshuset var det på den tiden rena bondlandet, långt utanför staden, på gränsen till Ladugårdslandet. När området stadsplanerades kring sekelskiftet 1900 försvann både värdshuset och gatan.
När kvarteret Harpan fick sin slutgiltiga fastighetsindelning på 1930-tal återupptogs det gamla gatunamnet för en kort återvändsgränd som sträcker sig i två avsnitt dels från Styrmansgatan och dels från Narvavägen in i kvarteret. Mellersta delen är stängd för fordonstrafik men öppen för gående och cyklister. Här finns en liten enskild park med planteringar och skulpturen Takfot av Per Nilsson rest 1990.
Utanför Gumshornsgatan 6 placerades 2019 en snubbelsten till minne av Curt Moses som utvisades 1937 och som troligen dödades i Riga i juli 1941 under den tyska ockupationen av Lettland.